# 松木弘

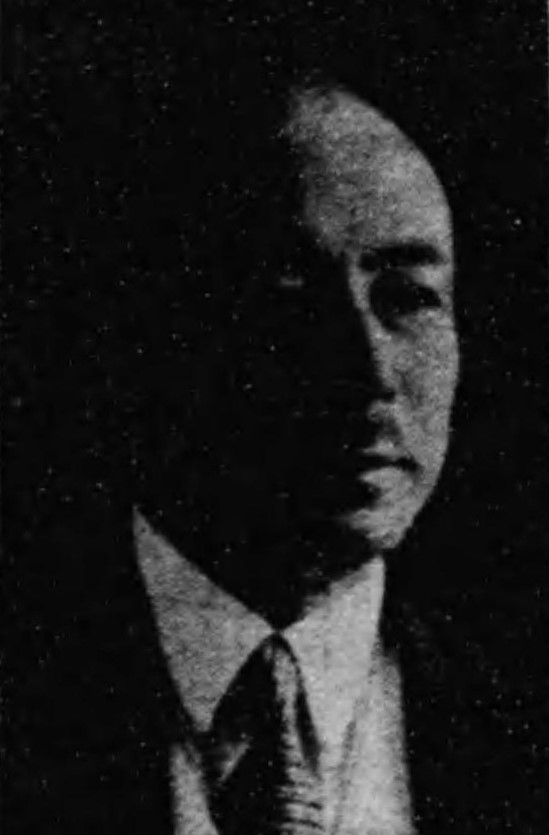
松木弘

松木 弘（まつき ひろむ、1879年（明治12年）4月11日 - 1967年（昭和42年）10月15日）は、日本の政治家。衆議院議員（5期）。弁護士。

## 経歴
新潟県新発田町（現新発田市）出身。1898年 東京法学院卒。翌年司法官試補試験に合格し、弁護士になり、鳩山和夫の事務所に勤務する。1903年 故郷の新潟県に帰り、弁護士事務所を開く。その後、新潟市会議員、新潟県会議員を4期務め、県弁護士会長も務めた。1932年の総選挙で新潟2区（当時）から立憲政友会公認で立候補して当選した。政友会解散後は鳩山一郎率いる同交会に入った。1942年の翼賛選挙では非推薦で落選。戦後の1945年に日本自由党が結成されると新潟県支部長に就任した。1946年の総選挙と翌年の総選挙には立候補せず、1947年の第1回新潟県知事選挙に立候補して落選した。同年12月の衆議院議員新潟1区補選で政界に復帰した。1949年の総選挙でも再選、1952年の総選挙には出馬しなかった。その後は鳩山一郎に従い自由党を離党し、日本民主党に入り、1955年に自由民主党が結成されると新潟県連最高顧問に就任した。1967年 死去。